# Acacia torrei
Acacia torrei är en ärtväxtart som beskrevs av John Patrick Micklethwait Brenan. Acacia torrei ingår i släktet akacior, och familjen ärtväxter. IUCN kategoriserar arten globalt som otillräckligt studerad. Inga underarter finns listade i Catalogue of Life.